# Kikkia
Kikkia o Kikkiya va ser rei d'Assur en època incerta però propera al 1900 aC, segons la Llista dels reis d'Assíria.
És esmentat en dues inscripcions: la primera del rei Aixurrimnixeixu, que va regnar potser entre els anys 1398 aC i 1390 aC, i la segona de Salmanassar III (859 aC a 824 aC), que diu que Kikkia va ser el primer constructor conegut de les muralles que ell mateix ara arranjava, i en un text separat especifica que es tracta de la muralla de la ciutat d'Assur, cosa confirmada també perquè la inscripció estava en una part d'aquesta muralla. La història assíria i babilònia mostra que quan es conqueria una ciutat es destruïa la muralla, fins i tot quan la rendició era voluntària, però quan es feia independent es reconstruïa. Per tant, cal pensar que Kikkia va ser el primer governant independent després de la dominació d'Assur per la Tercera dinastia d'Ur.
Kikkia hauria estat contemporani a la dinastia paral·lela d'Ekal·latum. El seu successor va ser Akiya.